# Jelena Chroestaljova
Jelena Vladimirovna Chroestaljova (Wit-Russisch: Алена Уладзіміраўна Хрусталёва, Russisch: Елена Владимировна Хрусталёва) (Krasnojarsk, 28 september 1980) is een Kazachse biatlete van Russische afkomst die van 2000 tot en met 2003 uitkwam voor Wit-Rusland. Ze vertegenwoordigde Wit-Rusland op de Olympische Winterspelen 2002 in Salt Lake City en Kazachstan op de Olympische Winterspelen 2010 in Vancouver.

## Carrière
Chroestaljova maakte haar wereldbekerdebuut, namens Wit-Rusland, in december 2001 in Hochfilzen. In januari 2002 scoorde ze in Ruhpolding haar eerste wereldbekerpunten, een week later behaalde ze in Antholz haar eerste toptienklassering in een wereldbekerwedstrijd. Tijdens de Olympische Winterspelen van 2002 in Salt Lake City eindigde Chroestaljova als dertigste op de 7,5 kilometer sprint en als drieëndertigste op de 10 kilometer achtervolging, op de 4x7,5 kilometer estafette eindigde ze samen met Olga Nazarova, Ljoedmila Lysenko en Jevgenia Koetsepalova op de zevende plaats.
In december 2006 keerde Chroestaljova in Hochfilzen, vanaf dat moment uitkomend voor Kazachstan, na een afwezigheid van vierenhalf jaar terug in het wereldbekercircuit. Sindsdien nam ze driemaal deel aan de wereldkampioenschappen biatlon, haar beste resultaat was de zesde plaats op de 15 kilometer individueel op de wereldkampioenschappen biatlon 2009 in Pyeongchang. Tijdens de Olympische Winterspelen van 2010 in Vancouver veroverde Chroestaljova de zilveren medaille op de 15 kilometer individueel, daarnaast eindigde ze als vijfde op de 7,5 kilometer sprint en als elfde op de 10 kilometer achtervolging.

## Resultaten

### Olympische Winterspelen
| Jaar | Plaats         | Onderdeel   | Onderdeel | Onderdeel     | Onderdeel  | Onderdeel | Onderdeel          |
| Jaar | Plaats         | Individueel | Sprint    | Achtervolging | Massastart | Estafette | Gemengde estafette |
| ---- | -------------- | ----------- | --------- | ------------- | ---------- | --------- | ------------------ |
| 2002 | Salt Lake City | –           | 33e       | 60e           |            | 7e        |                    |
| 2006 | Turijn         | –           | –         | –             | –          | –         |                    |
| 2010 | Vancouver      | ↑           | 5e        | 10e           | 26e        | 13e       |                    |
| 2014 | Sotsji         | 47e         | 57e       | 37e           | –          | 12e       | 14e                |

### Wereldkampioenschappen
| Jaar | Plaats           | Onderdeel                               | Onderdeel                               | Onderdeel                               | Onderdeel                               | Onderdeel                               | Onderdeel          |
| Jaar | Plaats           | Individueel                             | Sprint                                  | Achtervolging                           | Massastart                              | Estafette                               | Gemengde estafette |
| ---- | ---------------- | --------------------------------------- | --------------------------------------- | --------------------------------------- | --------------------------------------- | --------------------------------------- | ------------------ |
| 2007 | Antholz          | –                                       | –                                       | –                                       | –                                       | –                                       | –                  |
| 2008 | Östersund        | 41e                                     | 27e                                     | 44e                                     | –                                       | 13e                                     | –                  |
| 2009 | Pyeongchang      | 6e                                      | 38e                                     | 46e                                     | 29e                                     | 18e                                     | –                  |
| 2010 | Chanty-Mansiejsk | Niet gehouden vanwege Olympische Spelen | Niet gehouden vanwege Olympische Spelen | Niet gehouden vanwege Olympische Spelen | Niet gehouden vanwege Olympische Spelen | Niet gehouden vanwege Olympische Spelen | –                  |
| 2011 | Chanty-Mansiejsk | 58e                                     | 67e                                     | –                                       | –                                       | 14e                                     | 21e                |
| 2012 | Ruhpolding       | 19e                                     | 37e                                     | DNS                                     | –                                       | 19e                                     | 20e                |
| 2013 | Nové Město       | 75e                                     | 75e                                     | –                                       | –                                       | 14e                                     | 17e                |

### Wereldkampioenschappen junioren
| Jaar | Plaats     | Onderdeel   | Onderdeel | Onderdeel     | Onderdeel |
| Jaar | Plaats     | Individueel | Sprint    | Achtervolging | Estafette |
| ---- | ---------- | ----------- | --------- | ------------- | --------- |
| 2000 | Hochfilzen | 4e          | 4e        | Zilver        | Zilver    |

### Wereldbeker
Eindklasseringen
| Seizoen   | Algemeen | Individueel | Sprint | Achtervolging | Massastart |
| --------- | -------- | ----------- | ------ | ------------- | ---------- |
| 2001/2002 | 43e      | 27e         | 61e    | 38e           | –          |
|           |          |             |        |               |            |
| 2006/2007 | 82e      | –           | 70e    | –             | –          |
| 2007/2008 | 52e      | –           | 42e    | –             | –          |
| 2008/2009 | 51e      | 36e         | 56e    | 57e           | 46e        |
| 2009/2010 | 35e      | 11e         | 40e    | 43e           | 41e        |
| 2010/2011 | 69e      | –           | 64e    | –             | 45e        |
| 2011/2012 | 68e      | 44e         | 80e    | –             | –          |
| 2012/2013 | –        | –           | –      | –             | –          |
| 2013/2014 | 99e      | 58e         | –      | –             | –          |